# Jhilwara
Jhilwara est un village du district de Rajsamand, dans l’État du Rajasthan, en Inde. Sa population est de 1 805 habitants en 2011.